# Tropidosteptes pacifica
Tropidosteptes pacifica är en insektsart som först beskrevs av Van Duzee 1921.  Tropidosteptes pacifica ingår i släktet Tropidosteptes och familjen ängsskinnbaggar. Inga underarter finns listade i Catalogue of Life.